# Ostap Weressai

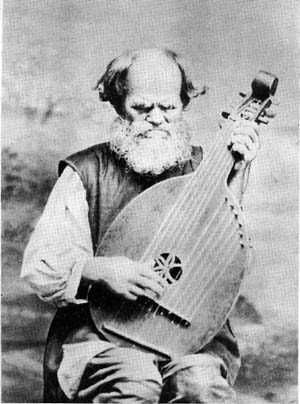
Ostap Weressai

Ostap Mykytowytsch Weressai (ukrainisch Остап Микитович Вересай; * 1803 in Kaljuschynzi, Gouvernement Poltawa, Russisches Kaiserreich; † April 1890 in Sokyrynzi, Gouvernement Poltawa, Russisches Kaiserreich) war ein ukrainischer Kobsar und Sänger (Tenor).

## Leben
Ostap Weressai, der einer armen, musikalischen ukrainischen Familie entstammte, war seit seiner frühen Jugend blind. Ab 1818 studierte er das Spiel des Lauteninstruments Kobsa. In den 1850er Jahren freundete er sich mit dem Maler Lew Schemtschuschnikow an.
Ab den 1860er Jahren war er der berühmteste Spieler ukrainischer Folklore und historischer Lieder. Ethnologen wie Oleksandr Russow und Pawlo Tschubynskyj wurden auf ihn aufmerksam und studierten Weressais Spielkunst. Mykola Lyssenko schrieb eine Monographie über die Werke seines Repertoires.
1871 trat er erstmals in Kiew auf und 1873 spielte er auf einer extra einberufenen Sitzung der Südwestlichen Abteilung der Kaiserlich-Russischen geographischen Gesellschaft. 1875 reiste er in Begleitung von Lysenko und Tschubynskyj nach Sankt Petersburg, wo ihm ebenfalls viel Aufmerksamkeit zuteilwurde.
Am 8. Juli 1978 wurde an seinem Grab ein Denkmal in Form einer Bronzefigur eines Kobzar auf einer Granitplatte angebracht. Die Statue wurde von der Bildhauerin Inna Kolomijez angefertigt.

## Ehrungen
2003 gab die ukrainische Nationalbank anlässlich Ostap Weressais 200. Geburtstag eine Zwei-Hrywnja-Gedenkmünze mit seinem Konterfei heraus.

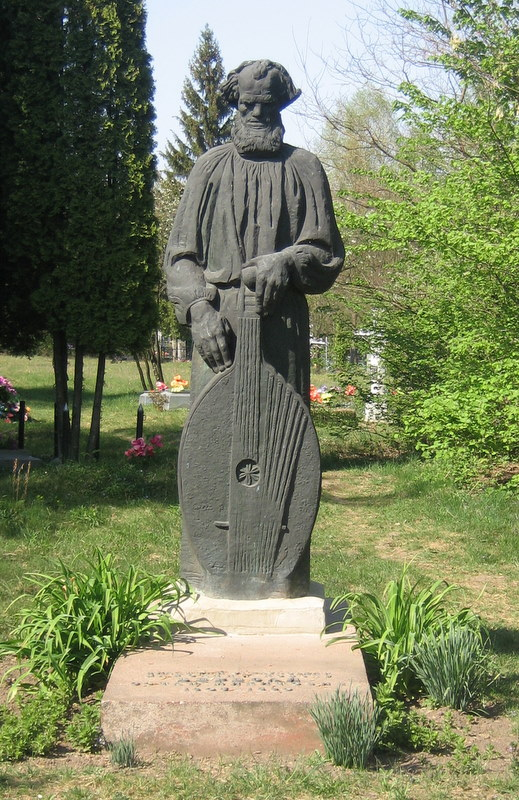
Ostap Weressais Grab
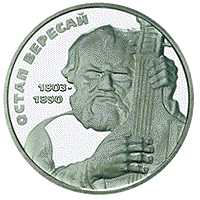
Ukrainische 2-₴-Münze von 2003
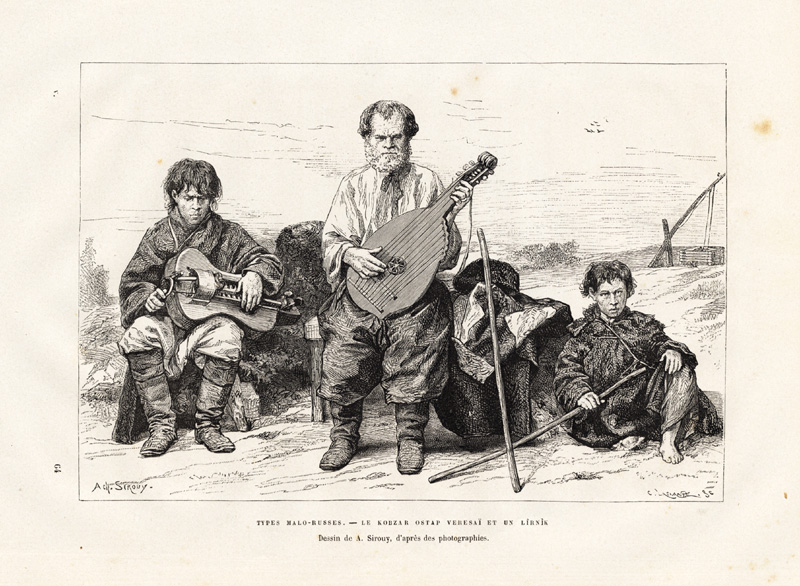
Illustration im Buch "Land und Leute. Allgemeine Geographie" (B.5), Élisée Reclus, 1880